# Neo1973

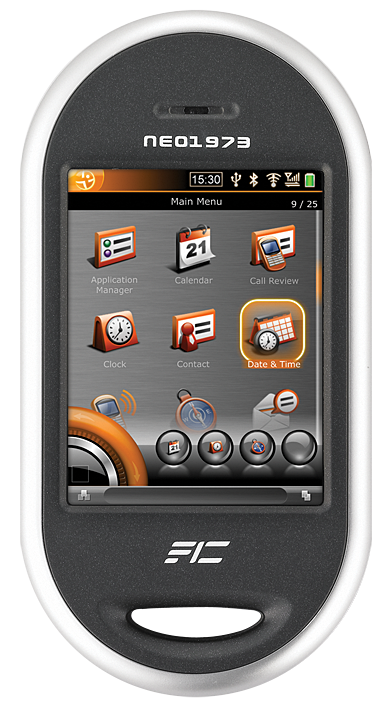
Lo smartphone Neo1973 realizzato da FIC

Il Neo1973 è uno smartphone completamente "open": sia l'hardware che il software hanno tutte le specifiche completamente disponibili alla comunità. Lo slogan utilizzato al lancio è stato "free the phone" e in questo senso la sua filosofia, rientrando nel movimento del software libero e dell'hardware libero, è diametralmente opposta a quella dei normali produttori industriali di settore che custodiscono gelosamente le specifiche dei propri prodotti sotto la protezione del segreto industriale.
Il nome "Neo1973" nasce dall'intento di creare un prodotto innovativo, come si può intuire leggendo dalla semplice ma efficace descrizione del sito ufficiale, la quale riprende volutamente il tema principale del film The Matrix, "Neo is the one: the first freed phone". "1973" invece indica l'anno in cui è stato realizzato il primo telefono portatile da parte di Martin Cooper.
Il sistema operativo utilizzato è Openmoko, una distribuzione GNU/Linux confezionata appositamente per i dispositivi mobili. Tra le caratteristiche hardware di spicco, ci sono il display touch screen a risoluzione VGA (480×640), la dotazione di accelerometri e la connettività WiFi.

## Versioni
Per la distribuzione di questo prodotto sono previste tre fasi; per ciascuna di esse è stata prodotta una versione hardware dello smartphone.

### GTA01Bv3
Gli smartphone GTA01Bv3 sono stati prodotti in 36 esemplari destinati ad altrettanti sviluppatori per il testing hardware del prodotto e per lo sviluppo delle prime librerie di OpenMoko.

### GTA01Bv4

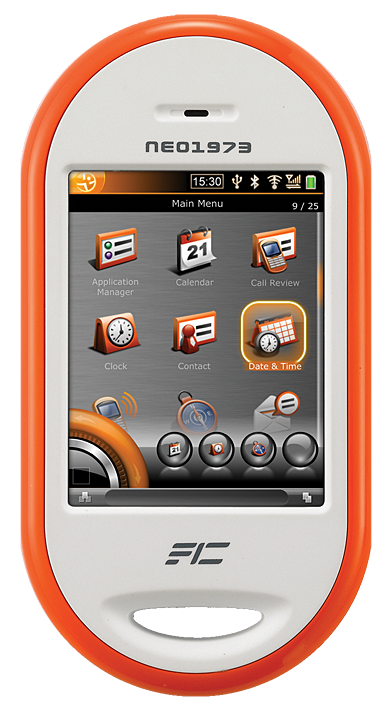

A partire dalla prima settimana di luglio 2007, sono stati resi disponibili circa un migliaio di smartphone GTA01Bv4 nelle versioni NeoBase con un costo di 300$ e NeoAdvanced a un prezzo di 450$. Questa versione è destinata solamente a sviluppatori dato che il software è ancora carente di funzioni ed è instabile.

#### Hardware
- Display 2.8" VGA (480×640) TFT
- Touchscreen
- CPU Samsung 2442 SoC 266 MHz
- USB 1.1 (unpowered)
- A-GPS
- 2.5G GSM – quad band, voice, CSD, GPRS
- Bluetooth 2.0
- Slot per schede microSD
- 128MB SDRAM e 64MB NAND flash

#### Contenuto NeoBase
- Neo 1973 (GTA01B_v4)
- Batteria 1200 mA
- Stilo per il touchscreen
- Cuffie
- Cavo USB
- Sacchetto
- Cordino
- Scheda SanDisk 512MB MicroSD
- Cavo di connettività Micro USB

#### Contenuto NeoAdvanced
- Neo1973 (GTA01B_v4)
- Batteria (2x)
- Stilo per il touchscreen
- Cuffie
- Cavo USB
- Sacchetto
- Cordino
- Scheda SanDisk 512MB MicroSD (2x)

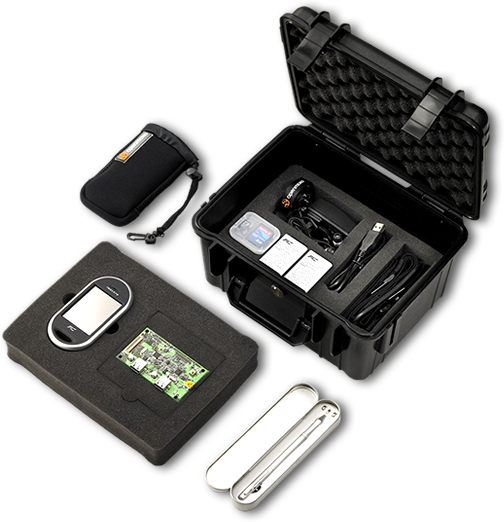
Neo1973 Advanced Kit

- Cavo di connettività Mini USB (2x)
- Debug Board v2 (JTAG e console seriale)
- Ruggedized Toolbox con attaccatura da spalla
- Guitar Pick (per aprire il case) e Cacciavite Torx T6

### GTA02v3 "Mass Market"

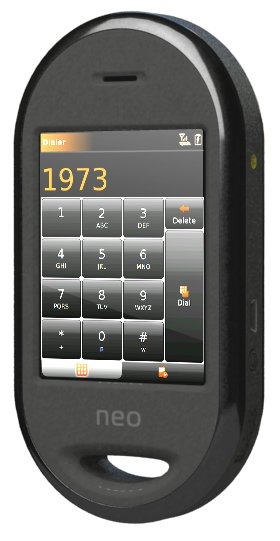
Neo1973 GTA02

Nella versione finale dell'hardware, il prodotto verrà lanciato su grande scala. A questa versione finale dello smartphone verranno apportate alcune modifiche hardware qui sotto elencate:

#### Differenze hardware tra GTA01Bv4 e GTA02v3
- WiFi Atheros AR6K 802.11 b/g
- CPU Samsung 2442 SoC 400 MHz
- Acceleratore grafico 2D e 3D SMedia 3362
- 2 Accelerometri 3D
- Memoria flash da 256MB NAND
- Batteria da 1700mAh